# Bafatá (ville)
Pour les articles homonymes, voir Bafatá.
Bafatá est une ville de Guinée-Bissau située dans le centre du pays. Lors du recensement de 2005, la population était de 22 521 habitants, ce qui en fait la seconde ville du pays. La ville est renommée pour son activité industrielle, notamment pour la fabrication de briques.

## Religion
Bafatá est le siège d'un évêché catholique créé le 13 mars 2001.

## Personnalités liées à la ville
- Suzi Carla Barbosa (1973-), femme politique bissau-guinéenne, est née à Bafatá.
- Amílcar Cabral (1924-1973), homme politique bissau-guinéen, est né à Bafatá.